# Benedicto Chuaqui
Benedicto Chuaqui Kettlun (nacido como Yamil Chuaqui; Homs, Imperio otomano —actual Siria—, 19 de enero de 1895-Santiago, Chile, 9 de noviembre de 1970) fue un escritor y filántropo chileno, traductor y difusor de obras de la literatura árabe en Latinoamérica.
En su calidad de inmigrante sirio, promovió la inmigración de sus coterráneos y la asimilación de estos en Chile.

## Biografía
Nació en Homs (Siria), entonces parte del Imperio otomano. No tuvo muchos estudios, dada la pobreza de las familias de origen árabe durante el dominio turco, llegando sólo hasta tercer año de preparatoria.
En 1908 emigró con su familia a Chile. Tras un largo viaje hasta Buenos Aires, cruzaron la cordillera de los Andes a lomo de mula, quedando impresionados del recibimiento y generosidad de las personas que lo ayudaron en su llegada, principalmente tras la muerte de su abuelo y la enfermedad de su hermano, que murió en el Hospital de Tuberculosos de San José de Maipo. Adquirió la nacionalidad chilena en 1917.
Comenzó sus actividades como comerciante ambulante. En su libro Memorias de un emigrante recordó las burlas recibidas por su grito «¡cosatenda!» ('cosas de tienda'). Prosperó hasta tener una fábrica de sedas, las "Hilanderías Chuaqui", en un barrio especializado en hilados hasta hoy día. Bajo el mecenazgo de Pablo Jury, el primer sacerdote ortodoxo en Chile y fundador del primer periódico chileno en idioma árabe en 1912, Chuaqui pudo publicar sus primeras obras literarias.

## Actividad cultural
Chuaqui fue un activo impulsor de la difusión de la cultura árabe en Chile. Fue fundador y director del semanario árabe-chileno La Juventud (1916-1920), y fundador y presidente del Círculo de amigos de la cultura árabe entre 1940 y 1950, año en que se convirtió en el Instituto chileno-árabe de cultura.
Miembro y socio fundador de la Asociación Folklórica Chilena en 1943 (hoy Sociedad de Folclor Chileno).
Fue voluntario de la 12.ª Compañía de bomberos de Santiago, fundador y primer Venerable Maestro de la Respetable Logia "Luz de Oriente" N.º 74, además de miembro de la Gran Logia de Chile. Participó en el Sindicato de Escritores de Chile (SECH) y en la Sociedad de Escritores de Chile, donde conoció e hizo amistad con los principales literatos de su época, entre ellos Mariano Latorre, Domingo Melfi, Luis Durand, Augusto D'Halmar y Pablo de Rokha. Era famosa la sobremesa de sus «comidas mensuales» que se llevaban a cabo en el Hotel Crillón (uno de los más importantes de la ciudad de esa época), entre los años 1940 y 1950.

## Creación literaria
Su libro más conocido es Memorias de un emigrante (1942), centrado en sus experiencias desde la salida de su ciudad natal. Retomó la perspectiva autobiográfica en Imágenes y confidencias (1945).
También fue ensayista, poeta y traductor del idioma árabe, permitiendo el acceso del público chileno a obras como Pensamientos de Khalil Gibrán (1942), Treinta y tres poemas árabes, desde el año 560 hasta los contemporáneos (1945) y Otras poesías árabes (1950).